# Calycopis clarina
Calycopis clarina is een vlinder uit de familie van de Lycaenidae. De wetenschappelijke naam van de soort werd als Thecla clarina in 1874 gepubliceerd door William Chapman Hewitson.